# Чопик Марта Теодорівна
Марта Теодорівна Чопик (13 лютого 1931, Сондкова, Польща — 16 листопада 2020, м. Тернопіль, Україна) — українська письменниця, майстериня народної творчости. Тернопільська обласна премія імені Іванни Блажкевич (2001). Членкиня обласного літературного об'єднання при Тернопільській обласній організації НСПУ.

## Життєпис

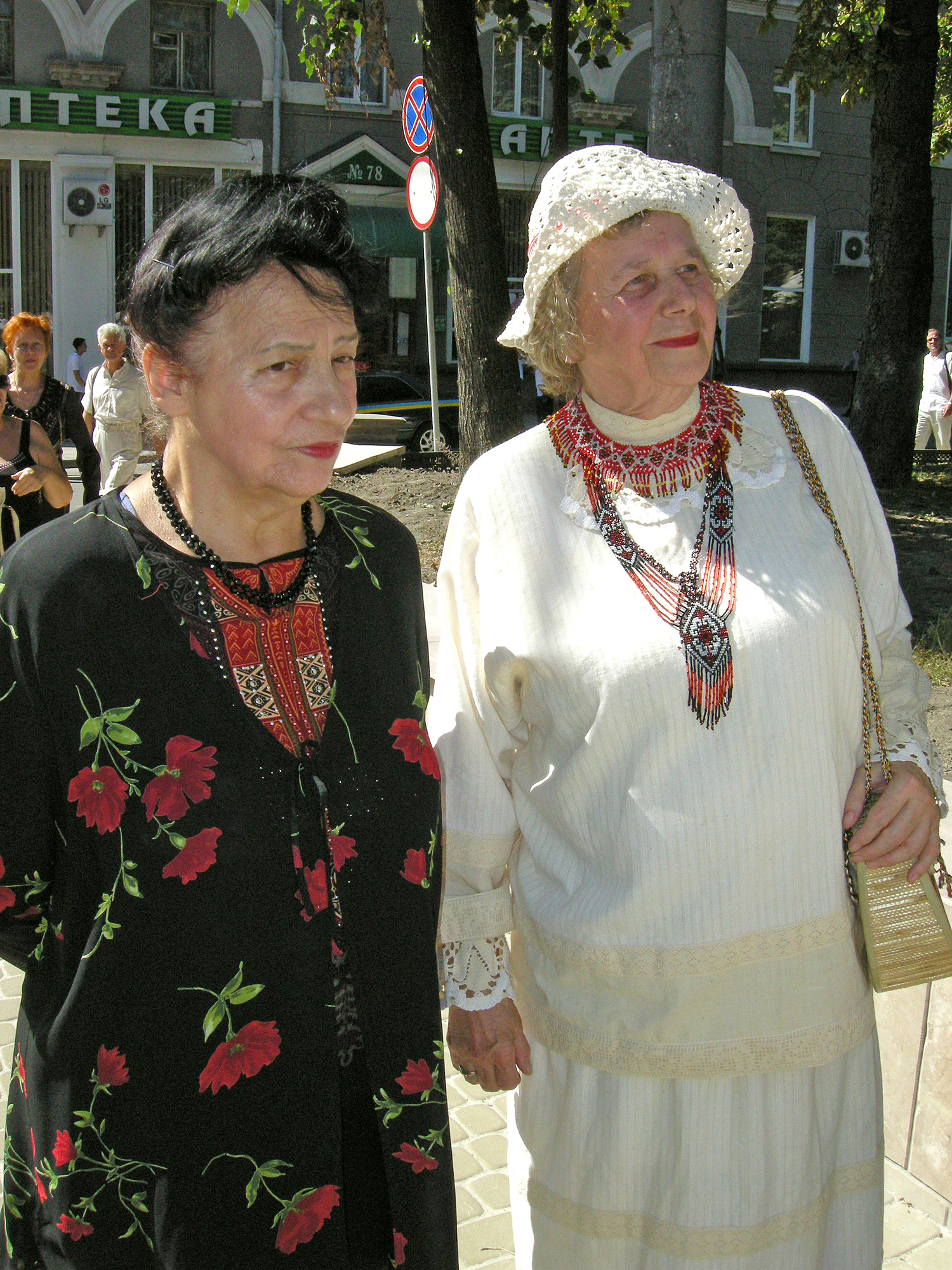
Тернопільські літератори Богдана Дурда і Марта Чопик (22.08.2010)

Марта Чопик народилася 13 лютого 1933 року в селі Сондкова Ясельського повіту Підкарпатського воєводства (Польща). Згодом батько з сім'єю повернувся із заробітків у рідний Болехів на Івано-Франківщині, де провела дитинство.
Закінчила Київський педагогічний інститут (нині Національний педагогічний університет імені М. П. Драгоманова). Працювала логопедом у Тернопільській обласній дитячій клінічній лікарні.
Виховує п'ятьох онуків.
Померла 16 листопада 2020 року.

## Творчість
Творить витинанки, аплікації, пише вірші.
1995 році вийшла перша збірка віршів М. Чопик «Це потрібно мені для життя».
У 1998 році Тернопільський обласний центр народної творчості відкрив її персональну виставку.
Неодноразово свої вірші поетеса читала в програмі УТ-1 «Надвечір'я». Наприкінці 1998 р. знімальна група програми побувала в Тернополі. Після цього на телеекранах з'явилася передача «В гостях у Марти Чопик».

### Книги
Збірки поезій:
- «Це потрібно мені для життя» (1995)
- «Чом в душі вогонь не гасне» (1999)

Книжки та посібники для дітей:
- «Бабця не спала — казку складала» (1995)
- «Хто у небі скуба гуси» (1996)
- «Гарні діти в мами-квочки» (1997)
- «А що бачать очка»
- «В комарика скрипка є» (2000)
- «Колобок» (2001, музична казка)
- «А чому пада дощик?» (2002)
- «Зернятко» (2003)
- «Сто загадок»
- «Абетка. Круговерть навколо А та… Я» (2004, співавтор)
- «Веселі нотки» (2004, пісенник)
- Музична казка «Колобок» (2005)
- «Пахне радістю земля» (2006)
- «В піднебессі синім» (2008)
- «День почався на зорі» (2009)
- «Задзвенів дзвіночок в школі» (2010)
- «Дзвінко лине голосок» (2010)
- «Небелиці» (2012)
- «Кажуть, що посеред нас…» (2012)
- «Рукавичка» (2012)
- «Біда навчить» (2013)